# هری وارن
هری وارن (انگلیسی: Harry Warren؛ ۲۴ دسامبر ۱۸۹۳ – ۲۲ سپتامبر ۱۹۸۱) یک موسیقی‌دان اهل ایالات متحده آمریکا بود.